# Niemiecka inwazja na Luksemburg
Niemiecka inwazja na Luksemburg – obok kampanii belgijskiej i holenderskiej część składowa operacji Fall Gelb, niemieckiego planu podbicia Europy Północno-Zachodniej podczas II wojny światowej. Inwazja rozpoczęła się 10 maja 1940 roku i trwała tylko jeden dzień. W obliczu niewielkiego oporu wojska niemieckie szybko zajęły obszar Luksemburga. Rządowi luksemburskiemu i wielkiej księżnej Szarlotcie udało się uciec z kraju i utworzyć rząd na uchodźstwie w Londynie.

## Tło sytuacyjne
1 września 1939 roku Niemcy napadły na Polskę, rozpoczynając II wojnę światową. To postawiło rząd Wielkiego Księstwa Luksemburga w trudnej sytuacji. Z jednej strony presję wywierały sympatie jego ludności wobec Wielkiej Brytanii i Francji, które wypowiedziały wojnę Niemcom 3 września; z drugiej strony, ze względu na politykę neutralności kraju od czasu podpisania traktatu londyńskiego w 1867 roku, rząd przyjął ostrożną postawę wobec wschodniego sąsiada. Zgodnie z ograniczeniami traktatu, jedyną siłą militarną, jaką utrzymywał Luksemburg, był mały korpus ochotniczy pod dowództwem kpt. Aloysego Jacoby’ego, wzmocniony przez żandarmerię wielkiego księcia pod komendą kpt. Maurice’a Steina. Razem utworzyły one Corps des Gendarmes et Volontaires pod dowództwem Émile'a Spellera.
W samo południe 1 września Radio Luxembourg ogłosiło, że aby kraj pozostał neutralny, stacja zaprzestanie nadawania. Wyjątkiem była codzienna, 20-minutowa audycja w południe i wieczorem zarezerwowana na ogłoszenia rządowe. Do końca miesiąca rząd dostarczał pełne transkrypcje swoich audycji przedstawicielstwom dyplomatycznym w kraju. Po południu 1 września kilka niemieckich stacji podszywało się pod Radio Luxembourg, nadając na falach luksemburskich, głosząc zdaniem amerykańskiego chargé d’affaires George'a Platta Wallera „rażąco nieneutralne komunikaty”. Wieczorem 21 września rząd Luksemburga zawiesił wszystkie transmisje do czasu zakończenia wojny.
14 września korpus ochotniczy został wzmocniony przez dodanie 125-osobowej jednostki pomocniczej. Niemieckie manewry wojskowe przy granicy i ruch na rzekach granicznych sprawiały, że ludność księstwa była coraz bardziej zaniepokojona, dlatego wiosną 1940 roku wzniesiono fortyfikacje wzdłuż granic z Niemcami i Francją. Tak zwana linia Schustera, nazwana na cześć jej głównego konstruktora, składała się z 41 zestawów betonowych bloków i żelaznych bram: 18 betonowych bloków na granicy niemieckiej, 18 blokad drogowych na granicy niemieckiej i 5 blokad drogowych na granicy francuskiej. Ponieważ Corps des Gendarmes et Volontaires nie miał jednostki inżynieryjnej, za budowę odpowiedzialni byli inżynierowie cywilni, a o porady techniczne zwrócono się do Francuzów, którzy byli bardzo zainteresowani utworzeniem takiej linii. Wzdłuż granicy niemieckiej utworzono także dziewięć placówek radiowych, z których każda była obsługiwana przez żandarmów, z centralnym odbiornikiem radiowym w oficjalnym biurze kpt. Steina w pobliżu koszar Saint-Esprit w stolicy. 4 stycznia 1940 roku zebrała się Rada Ministrów pod przewodnictwem wielkiej księżnej Szarlotty i nakreśliła kroki, jakie należy podjąć w przypadku niemieckiej inwazji. Szarlotta zdecydowała, że jeśli to możliwe, ona i rząd uciekną za granicę w przypadku ataku, aby zachować ciągłość władzy. Podczas I wojny światowej jej starsza siostra, a następnie wielka księżna Maria Adelajda zdecydowała się zostać w kraju podczas niemieckiej okupacji, ośmieszając monarchię zarzutami o kolaborację; Szarlotta chciała uniknąć takich problemów. Rząd przeniósł część rezerw złota do Belgii i zaczął gromadzić fundusze w swoich brukselskich i paryskich ambasadach na wypadek, gdyby został zmuszony do ucieczki z powodu ataku Niemców. Ambasada w Paryżu otrzymała również zapieczętowaną kopertę, w której wyszczególniono formalną prośbę do rządu francuskiego o pomoc wojskową w przypadku zerwania łączności z Luksemburgiem podczas inwazji.
Po kilku fałszywych alarmach wiosną 1940 roku wzrosło prawdopodobieństwo eskalacji walk pomiędzy Niemcami a Francją. 3 marca francuska 3 Armia otrzymała rozkaz zajęcia Luksemburga w przypadku niemieckiego ataku. Agenci Abwehry pod dowództwem Oskara Reile’a infiltrowali Luksemburg, udając turystów. Zauważył to kpt. Fernand Archen, starszy oficer francuskiego wywiadu działający pod przykrywką w mieście Luksemburg, udający handlarza winem. Zgłosił poczynione ustalenia swoim przełożonym w Longwy 7 maja, rozumiejąc, że agenci mogli być wykorzystani do przejęcia kluczowych mostów na rzekach Sûre, Mozeli i Our. Władze Luksemburga również to zauważyły, a kpt. Stein pracował nad powstrzymaniem działalności Niemców.

## Preludium
Wieczorem 8 maja rząd Luksemburga po raz pierwszy nakazał zamknięcie wszystkich przejść przez linię Schustera o godz. 11:00 i pozostawienie ich zamkniętych bez względu na okoliczności do godz. 6:00 następnego dnia. Przez cały dzień odnotowano jednak znacznie mniejszą aktywność po drugiej stronie granicy, a patrole nie zgłosiły ruchu czołgów ani obecności karabinów maszynowych. Po południu 9 maja francuski oficer wywiadu stacjonujący w Clervaux był świadkiem, jak niemieckie oddziały przygotowują mosty pontonowe nad rzeką Sûre. Na próżno próbował skontaktować się z kpt. Archenem, dlatego zdecydował się zatelefonować bezpośrednio do swoich przełożonych w Longwy z pomięciem drogi służbowej. Tego samego dnia niemiecki ogrodnik ostrzegł swojego luksemburskiego pracodawcę, Carlo Tucka, że zbliża się inwazja. Tuck przekazał ostrzeżenie urzędnikom państwowym. Późnym wieczorem rząd Wielkiego Księstwa wszedł w posiadanie dokumentu, który wyszedł od dowództwa jednej z niemieckich dywizji. Datowany na 23 kwietnia 1940 roku, wyszczególniał rozkazy szefa sztabu dywizji dla pododdziałów dywizji, które miały zajmować strategiczne punkty w kraju. Rząd Luksemburga postawił wszystkie posterunki graniczne i posterunki żandarmerii w stan pełnej gotowości. W stolicy zmobilizowani żandarmi przystąpili do ochrony budynków użyteczności publicznej i wysłali patrole samochodowe, aby aresztować przedstawicieli niemieckiej piątej kolumny. Doradca gospodarczy i kanclerz niemieckiej ambasady zostali zatrzymani w celu przesłuchania w sprawie zarzutów używania samochodów na tablicach dyplomatycznych do organizowania działań wywrotowych w kraju. Ponieważ inwazja jeszcze się nie rozpoczęła, nadal cieszyli się immunitetem dyplomatycznym, dlatego policja została zmuszona do ich uwolnienia. Jedną grupę potencjalnych dywersantów aresztowano podczas próby dotarcia do ambasady. W międzyczasie kpt. Archen otrzymał raport od swojego podwładnego, ale w tym samym momencie informatorzy z żandarmerii poinformowali go, że na odległej farmie niedaleko Mozeli doszło do wymiany ognia z niemieckimi agentami. 9 maja o godzinie 11:45 nadał przez radio do Longwy: „Doniesienia o ruchach wojsk niemieckich przy granicy niemiecko-luksemburskiej”. Przez całą noc jego wiadomości stawały się coraz bardziej dramatyczne. Dwóch luksemburskich celników w Wormeldange słyszało konie i żołnierzy po drugiej stronie Mozeli, ale nie byli oni w stanie dostrzec działań Niemców z powodu gęstej mgły.
Około północy kpt. Stein, minister sprawiedliwości Victor Bodson i komisarz policji Joseph Michel Weis odbyli nadzwyczajne posiedzenie. Bodson zażądał wzmocnienia obrony stolicy przez żandarmów z południa i powiedział Weisowi, aby przekazał te informacje komisarzowi dystryktu stołecznego w celu wydania niezbędnych rozkazów. Weis próbował później skontaktować się z komisarzem dystryktu telefonicznie, ale nie udało mu się to, a posiłki nigdy nie nadeszły. Wkrótce potem żandarmom w Diekirch nakazano patrolowanie miejscowego mostu kolejowego i legitymowanie nieznanych im osób. Władze luksemburskie otrzymały pierwsze doniesienia o wymianie ognia około godziny 2:00 w nocy z 9 na 10 maja, kiedy to dwóch żandarmów zostało zaatakowanych w pobliżu granicy niemieckiej przez tajnych agentów w cywilnych ubraniach. Niemcy wycofali się do młyna Fels w pobliżu Grevenmacher, po czym 20 żołnierzy, którzy zgłosili się na ochotnika, wysłano do ich aresztowania. Następnie rząd nakazał zamknięcie wszystkich stalowych drzwi wzdłuż granicy. O godz. 2:15 żołnierze stacjonujący w Bous zostali zaatakowani przez Niemców w cywilnych ubraniach. Jeden żołnierz został ciężko ranny, podobnie jak zatrzymany Niemiec. Wkrótce potem porucznik żandarmerii i jego szofer wpadli w zasadzkę i wdali się w krótką strzelaninę z niemieckojęzycznymi rowerzystami; nikomu nic się nie stało. Dywersantom udało się przeciąć przewody telefoniczne pomiędzy stolicą a posterunkami granicznymi, zmuszając żandarmów do komunikowania się za pośrednictwem radia. Niemieccy agenci stopniowo przejmowali stacje radiowe; ostatnie komunikaty były przekazywane z Wasserbillig, do czasu, gdy Niemcy włamali się do sali operacyjnej.
Stalowe drzwi linii Schustera zostały zamknięte 10 maja 1940 o godz. 3:15, po doniesieniach o ruchach wojsk niemieckich po wschodniej stronie rzek granicznych. O godzinie 3:30 władze luksemburskie wypuściły internowanych francuskich pilotów i niemieckich dezerterów. Rodzina królewska została ewakuowana ze swojej rezydencji w Colmar-Berg do pałacu wielkiego księcia w stolicy. Około 30 minut później, o świcie, zauważono niemieckie samoloty przelatujące nad miastem Luksemburg w kierunku Belgii.

## Inwazja

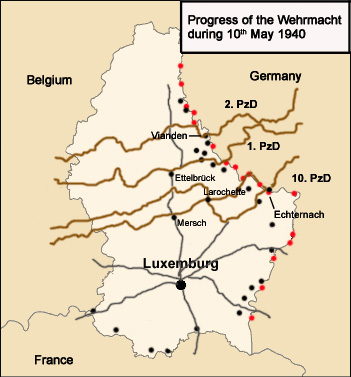
Mapa przedstawiająca główne kierunki niemieckiej inwazji

Niemiecka inwazja rozpoczęła się o godzinie 4:35, kiedy 1, 2 i 10 Dywizja Pancerna przekroczyły granicę odpowiednio w: Wallendorf-Pont, Vianden i Echternach. Do przekroczenia przeszkód przeciwczołgowych linii Schustera wykorzystano drewniane rampy. Doszło do krótkiej wymiany ognia, lecz generalnie Niemcy nie napotkali na granicy znaczącego oporu, z wyjątkiem zniszczenia niektórych mostów oraz sporadycznie rozmieszczonych min lądowych, ponieważ większość korpusu ochotniczego pozostała w swoich koszarach. Granicy bronili tylko żołnierze, którzy zgłosili się na ochotnika do pełnienia warty oraz żandarmi. Garstka Niemców zabezpieczyła most w Wormeldange i schwytała tam dwóch celników, którzy zażądali od nich zatrzymania się, ale nie otworzyli ognia. Częściowo zburzony most na rzece Sûre w Echternach został szybko naprawiony przez inżynierów Pułku Großdeutschland, co umożliwiło przejście 10 Dywizji Pancernej.
Kpt. Archen wielokrotnie ostrzegał swoich przełożonych w Longwy o inwazji, ale jego raporty nigdy nie dotarły do dowództwa 3 Armii w Metzu. Gen. Charles Condé, dowódca armii, nie wiedział, co się dzieje i o godzinie 5:30 wysłał samoloty zwiadowcze w celu zbadania sytuacji w Luksemburgu. O godz. 6:00 francuska 3 Dywizja Lekkiej Kawalerii otrzymała rozkaz interweniowania w tym kraju.
Wiadomości telefoniczne i radiowe z posterunków granicznych do kwatery głównej żandarmerii i korpusu ochotniczego poinformowały o inwazji rząd luksemburski i Sąd Wielkiego Księcia. Minister spraw zagranicznych Joseph Bech, w obecności premiera Pierre'a Duponga, próbował skontaktować się z ambasadorem Niemiec w ambasadzie i w jego prywatnej rezydencji, ale zostali poinformowani, że nie jest on obecny w żadnym z tych miejsc. O godz. 6:30 większość rządu, w tym Dupong i Bech, ewakuowała się ze stolicy kolumną samochodową do granicznego miasta Esch. Bodson pozostał w koszarach Saint-Esprit, aby monitorować sytuację. W Esch grupa 125 żołnierzy niemieckich sił specjalnych wylądowała w samolotach Fi 156 Storch z rozkazem utrzymania tego obszaru do czasu przybycia głównych sił inwazyjnych. Żandarm pilnujący granicy z Francją stanął twarzą w twarz z żołnierzami niemieckimi i poprosił ich o odejście, ale został wzięty do niewoli. Rządowa kolumna napotkała blokadę drogową na skrzyżowaniu dróg obsadzonych przez jednostki niemieckie i została zmuszona do objazdu przez wieś, aby uniknąć schwytania. Ambasador Francji Jean Tripier wyjechał za rządem luksemburskim, ale został zatrzymany przez Niemców i zmuszony do powrotu do stolicy. Ambasadora Belgii Kervyna de Meerendré również zatrzymano na granicy, po czym kazano mu zawrócić, podobnie jak ministrowi edukacji Luksemburga Nicolasowi Margue, który próbował uciec taksówką. Bodson uszedł później ze stolicy dzięki temu, że znał na pamięć wiele polnych dróg i był w stanie ominąć niemieckie blokady drogowe, aby dotrzeć do Francji.
Po konsultacji ze swoimi ministrami wielka księżna Szarlotta zdecydowała się opuścić pałac. W towarzystwie męża, księcia Feliksa, swojej matki, wielkiej księżnej Marii Anny oraz członków świty wielkiego księcia, wyruszyła do przygranicznej wioski Redange. Po krótkim postoju jej kolumna przekroczyła granicę o 7:45. W międzyczasie następca tronu Luksemburga, książę Jan i jego dwie siostry, w towarzystwie adiutanta Guillaume’a Konsbrucka, mieli czekać na granicy na potwierdzenie, że kraj jest okupowany. Około godziny 8:00 premier i jego świta przekroczyli granicę, gdzie nawiązali kontakt z wojskami francuskimi pod Longlaville.

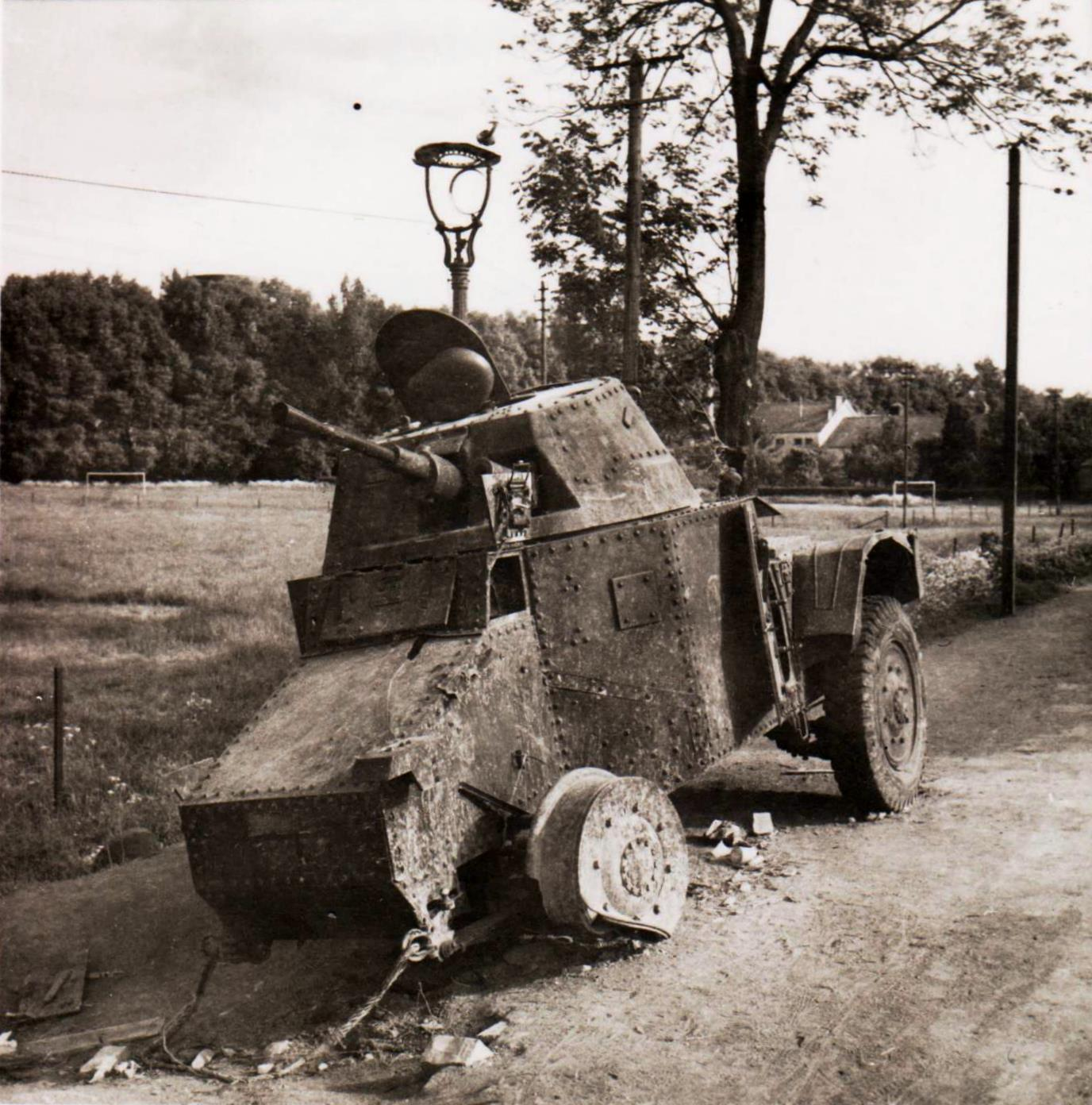
Zniszczony w Luksemburgu francuski pojazd pancerny AMD Panhard 178, maj 1940

Kolumna Szarlotty zdołała połączyć się z rządową kawalkadą w Longwy. Tymczasem samochód grupy księcia Jana został ostrzelany przez niemiecki samolot, gdy zatrzymał się przy kawiarni. Na blokadzie drogowej w pobliżu Esch pojazd zatrzymali Niemcy; książę Jan z towarzyszami ledwo uciekli, gdy ich szofer zdecydował się staranować pilnujących jej żołnierzy. Grupa ostatecznie dołączyła do Szarlotty i rządu w Sainte-Menehould.
O godz. 8:00 elementy francuskiej 3 Dywizji Lekkiej Kawalerii pod dowództwem gen. Roberta Petieta, wspierane przez 1 Brygadę Spahi dowodzoną przez płk. Jouffaulta i 2. kompanię 5. batalionu pancernego, przekroczyły południową granicę Luksemburga, aby przeprowadzić rozpoznanie wojsk niemieckich; jednostki te później wycofały się za linię Maginota. Pięciu Spahisów zginęło w walce na terytorium Luksemburga. Brytyjski marszałek lotnictwa Arthur Barratt, zniecierpliwiony niechęcią francuskich sił powietrznych do przeprowadzania nalotów, nakazał bombowcom Fairey Battle z 226 Eskadry lot w celu zaatakowania niemieckiej kolumny czołgów w Luksemburgu. Maszyny leciały bez eskorty i napotkały na ciężki ogień przeciwlotniczy. Większość została uszkodzona przez pociski niemieckich dział, ale udało im się uciec. Jeden samolot otrzymał bezpośrednie trafienie i rozbił się w pobliżu Bettendorf. Niemieccy żołnierze wyciągnęli trzech rannych członków załogi z płonącego wraku, z których jeden zmarł później w miejscowym szpitalu. Ogółem w czasie niemieckiej inwazji na Luksemburg zginęło sześciu brytyjskich pilotów. Jak podaje ambasada Wielkiej Brytanii w Luksemburgu, 10 maja 1940 roku nad Wielkim Księstwem zestrzelonych zostało co najmniej 10 brytyjskich maszyn.
Żandarmeria Wielkiego Księcia stawiała opór wojskom niemieckim, ale bezskutecznie; stolica została zajęta przed południem. Łańcuch dowodzenia żandarmerii na południu został zniszczony przez napływ uchodźców oraz przybycie wojsk niemieckich i francuskich. Większość żandarmów eskortowała uchodźców przez granicę, podczas gdy niektórzy porzucili swoje posterunki i uciekli do Francji. Ogółem wśród ofiar luksemburskich w czasie inwazji było sześciu rannych żandarmów i jeden żołnierz, a 22 żołnierzy (sześciu oficerów i 16 podoficerów) oraz 54 żandarmów zostało wziętych do niewoli.

## Następstwa
11 maja rząd Wielkiego Księstwa dotarł do Paryża i zasiadł we własnej ambasadzie. W obawie przed niemieckim atakiem powietrznym i zgodnie z oceną, że obiekt jest zbyt mały, gabinet ruszył jednak dalej na południe, najpierw do Fontainebleau, a następnie do Poitiers. Później przeniósł się do Portugalii i Wielkiej Brytanii, zanim ostatecznie osiadł w Kanadzie na czas wojny. Szarlotta, wielka księżna na wygnaniu, pozostając w Londynie, stała się ważnym symbolem jedności narodowej i kontynuowania walki z Niemcami przez Luksemburczyków. Jej najstarszy syn i następca tronu, książę Jan, zgłosił się na ochotnika do armii brytyjskiej w 1942 roku.
Jedynymi oficjalnymi przedstawicielami państwa pozostałymi w Luksemburgu pod okupacją niemiecką byli: Albert Wehrer, szef Ministerstwa Spraw Państwowych, a także 41 zastępców ministrów. Pod koniec maja Wehrer i kilku wysokich rangą funkcjonariuszy powołało tymczasową „Komisję Administracyjną”, która miała rządzić Luksemburgiem w miejsce księżnej i rządu na uchodźstwie. Wehrer zachował Ministerstwo Spraw Państwowych i przejął odpowiedzialność także za dyplomację oraz sprawiedliwość; Jean Metzdorf objął teki w zakresie spraw wewnętrznych, transportu i robót publicznych; Joseph Carmes zarządzał finansami, pracą i zdrowiem publicznym; Louis Simmer nadzorował edukację, a Mathias Pütz kierował rolnictwem, uprawą winorośli, handlem i przemysłem.
W pierwszych dniach po inwazji luksemburscy oficerowie zostali zwolnieni z niewoli, chociaż zwykli żołnierze przez jakiś czas pozostawali zamknięci w swoich koszarach. Płk Speller został na krótko uwięziony przez gestapo, ale później zwolniono go, pozostawiając pod ścisłym nadzorem.
14 sierpnia 1940 roku obszar Luksemburga został formalnie anektowany do Rzeszy Niemieckiej. W czasie okupacji hitlerowskiej zamordowanych zostało 4000 Żydów mieszkających w Luksemburgu, co stanowiło ok. 90 proc. żydowskiej populacji tego państwa.
Luksemburg został wyzwolony przez wojska amerykańskie 10 września 1944 roku.